# Saint-Vigor-des-Mézerets
Saint-Vigor-des-Mézerets is een plaats en voormalige gemeente in het Franse departement Calvados in de regio Normandië. De plaats maakt deel uit van het arrondissement Vire. Op 1 januari 2017 fuseerde Saint-Vigor-des-Mézerets met de aangrenzende gemeenten Lassy en Saint-Jean-le-Blanc tot de commune nouvelle Terres de Druance.

## Geografie
De oppervlakte van Saint-Vigor-des-Mézerets bedraagt 9,6 km², de bevolkingsdichtheid is 20,4 inwoners per km².
De onderstaande kaart toont de ligging van Saint-Vigor-des-Mézerets met de belangrijkste infrastructuur en aangrenzende gemeenten.

## Demografie
Onderstaande figuur toont het verloop van het inwonertal (bron: INSEE-tellingen).
Vanwege een beveiligingsprobleem met de MediaWiki Graph-software is het momenteel niet mogelijk deze grafiek weer te geven. Zodra de software is bijgewerkt zal de grafiek vanzelf weer zichtbaar worden.